# 椎名和夫
椎名 和夫（しいな かずお、1952年7月14日 - ）は、日本の編曲家、ギタリスト、ヴァイオリニスト。日本芸能実演家団体協議会および実演家著作隣接権センターの常任理事。一般社団法人MPN会長。

## 人物
1973年に吉田美奈子のバックミュージシャン（ヴァイオリニスト）としてプロデビュー。その後、はちみつぱいの2代目ギタリスト/ヴァイオリニスト、ムーンライダーズの初代ギタリストを務める。1977年に音楽性の相違を理由に脱退した後、編曲家、プロデューサーに転身。
その後、RCサクセションの「雨あがりの夜空に」や、中島みゆき「御機嫌如何」などの曲をはじめ、チューリップ、甲斐バンド、吉田美奈子などのアレンジをこなす。
1986年には、中森明菜「DESIRE -情熱-」で日本レコード大賞編曲賞も受賞した。
また作曲家としても、中島みゆき、アグネス・チャン、キャンディーズ、中村雅俊、ジャッキー・チェンなどに作品を提供。
また、"打ち込み"という概念の誕生とともに、J-POPに大きな変革がもたらされたシーケンスミュージック黎明期から、そのプログラミング・スキルは、山下達郎、竹内まりや、吉田美奈子、山木秀夫などの多くのアーティストから絶大なる信頼を受けている。
そんなスタジオ・ワークという緻密な作業に追われる日々の中、その反面で、ギタリストとしての活動にも精力的で、山下達郎バンドのレギュラーメンバーとして数多くのツアーをこなす。特に80年代のツアーやレコーディングでメインとなったDr.青山純、B.伊藤広規、G.椎名和夫という編成は、後に山下達郎が自身のCDレビュー（参「GREATEST HITS! OF TATSURO YAMASHITA」)をはじめ至る所で、「バンド史上考えうる最高のリズム隊」と明言している。
近年では著作権ロビイストとしての精力的な活動で知られ、私的録音録画補償金制度の適用範囲拡大（iPodや汎用ハードディスクなど、あらゆるメディア・機器から補償金を徴収する）などを繰り返し主張している。

## 主な作詞・作曲・編曲作品

### あ行
- アイリーン&エリカ
  - 「みんなあげちゃう」（編曲）
  - 「愛はナイス・フィーリング」（編曲）
- アグネス・チャン
  - 「小さなアンブレラ」（作詞•作曲•編曲）※編曲は鈴木慶一とムーンライダースとの共編曲
  - 「陽のあたる場所」（編曲）※鈴木慶一とムーンライダースとの共編曲
- 浅香唯
  - 「Moon Train」（編曲）
- RCサクセション
  - 「ステップ!」（編曲）
  - 「上を向いて歩こう」（編曲）
  - 「雨あがりの夜空に」（編曲）※RCサクセションとの共編曲
  - 「君が僕を知ってる」（編曲）※RCサクセションとの共編曲
- 石川秀美
  - 「ミステリー ウーマン」（編曲）
  - 「素敵な勇気」（編曲）
- 伊藤かずえ
  - 「Another Face」（編曲）
- 宇沙美ゆかり
  - 「恋はDancing」（編曲）
  - 「プロローグ・アゲイン」（編曲）
  - 「想い出のプラネタリウム」（編曲）
  - 「空気になりたい」（編曲）
- 大滝裕子
  - 「恋のウォーミング・アップ」（作曲・編曲）

### か行
- 甲斐バンド
  - 「ビューティフル・エネルギー」（編曲、甲斐バンドと共作）
  - 「異邦人の夜（シスコ・ナイト）」（弦編曲）
  - 「破れたハートを売り物に」（編曲）
  - 「陽の訪れのように」（弦編曲）
  - 「無法者の愛」（編曲）
  - 「ブライトン・ロック」（編曲）
  - 「ナイト・ウェイブ」（編曲）
  - 「GOLD」（編曲）
  - 「冷血（コールド・ブラッド）」（編曲、甲斐バンドと共作）
  - 「ラヴ・マイナス・ゼロ」（編曲）
- 甲斐よしひろ
  - 「電光石火BABY」（編曲）
- 川島なお美
  - 「ブランチができるまで」（編曲）
  - 「ラ・ボン・ベール」（編曲）
  - 「想い出のビッグ・ウェンズデイ」（編曲）
- 来生たかお
  - 「オレンジ通り五番街（振り向いてアベニュー）」（編曲）
  - 「らぶ・れたあ」（編曲）
  - 「ちょっと、ドギマギ」（編曲）
  - 「まどろみミステリー」（編曲）
  - 「そっとMIDNIGHT」（編曲）
  - 「裸足で散歩」（編曲）
  - 「ローマン・ホリディ」（編曲）
  - 「いつか月夜で」（編曲）
  - 「いつも永遠の夏じゃなく」（編曲）
  - 「予期せぬ出来事」（編曲）
  - 「見知らぬ他人」（編曲）
  - 「幸福」（編曲）
  - 「夏のスクリーン」（編曲）
  - 「これから始まる物語」（編曲）
  - 「Your Days」（編曲）
  - 「鏡の風」（編曲）
  - 「二人の場所」（編曲）
- キャンディーズ
  - 「さよならバイバイ」（作詞・作曲）
  - 「季節のスケッチ」（作詞・作曲）
- 小泉今日子
  - 「素直じゃなくって御免」（編曲）
- 小林彩子
  - 「ブルー・プラネット」（編曲）

### さ行
- 西城秀樹
  - 「RAIN」（編曲）
  - 「AGAIN」（編曲）
- 桜田淳子
  - 「まわれ私の恋よ」（編曲）
- SALLY
  - 「HEARTはキュートなままでいて」（編曲）
  - 「プッシー・キャット」（編曲）
  - 「君だけに"GOOD NIGHT"」（編曲）
  - 「LADY」（編曲）
  - 「ルーシー,今夜だけは…」（編曲）
  - 「サマータイム・メモリー」（編曲）
  - 「GOOD VIBRATIONはあの街角に」（編曲）
- 下村成二郎
  - 「I Believe」（編曲）
  - 「Just Desire」（作曲・編曲）
  - 「It's Too Late」（編曲）
  - 「愛してRevolution」（編曲、比下アキラと共作）
  - 「バラードをもう一度」（編曲）
- 白石まるみ
  - 「翼をつけてラブ・ソング」（編曲）
- ジャッキー・チェン
  - 「CHINA BLUE」（編曲）
- 鈴木雄大
  - 「僕の力をあげたい」（編曲）
  - 「東京者」（編曲）
- SMAP
  - 「さよならの恋人」（編曲）
  - 「君色思い」(コーラスアレンジ)
- 仙道敦子
  - 「Don't Stop Lullaby」（編曲）

### た行
- 高田真樹子
  - 「真夏の夜のセレナーデ」（作曲）
- 田中好子
  - 「会いたかった」（編曲）
  - 「罪 TO ME」（編曲）
- チェリッシュ
  - 「2倍うれしい日曜日」（編曲）
- つちやかおり
  - 「恋と涙の17才」（編曲）
- 徳永英明
  - 「奇跡のようなめぐり逢い」（編曲）

### な行
- 1986オメガトライブ
  - 「You Belong to Him」（編曲）
  - 「Night Child」（編曲）
- 中嶋朋子
  - 「草の想い ―千津子のテーマ―」（編曲）
- 中村あゆみ
  - 「Million Nights」（編曲）
  - 「悲しみのセンセイション」（編曲）
- 中森明菜
  - 「予感」（編曲）
  - 「DESIRE -情熱-」（編曲）
  - 「最後のカルメン」（編曲）
  - 「Teen-age blue」（編曲）
  - 「燠火」（編曲）
  - 「危ないMON AMOUR」（編曲）
  - 「駅」（編曲）
  - 「約束」（編曲）
  - 「OH NO, OH YES!」（編曲）
  - 「赤のエナメル」（編曲）
  - 「ミック・ジャガーに微笑みを」（編曲）
- 中島みゆき
  - 「F.O.」（編曲）
  - 「毒をんな」（編曲）
  - 「HALF」（編曲）
  - 「御機嫌如何」（編曲）
  - 「仮面」（編曲）
  - 「湾岸24時」（作曲・編曲）
  - 「土用波」（編曲）
  - 「ミュージシャン」（編曲）
  - 「黄色い犬」（編曲）
  - 「ローリング」（編曲）
- 成清加奈子
  - 「パジャマ・じゃまだ」（編曲）
- 西尾えつ子
  - 「じゃじゃ馬にさせないで」（編曲）
  - 「変な恋」（編曲）
- ニャンギラス
  - 「夏が来れば」（編曲）
  - 「ファースト・ダンスは渚で」（編曲）
- 忍者
  - 「失恋春時雨」（編曲）
  - 「一」（編曲、大谷和夫と共作）
  - 「夢一揆」（編曲）

### は行
- 畠田理恵
  - 「テロップ」（編曲）
  - 「プラス・マイナス・ゼロ」（編曲）
  - 「マグネティック トワイライト」（編曲）
- 原田芳雄
  - 「ニューヨーク漂流」（編曲）
- 光GENJI
  - 「汐風の贈りもの」（作曲）
  - 「剣の舞」（編曲）
  - 「時をこえたフェスティバル」（編曲）
  - 「風はオレンジ」（編曲）
  - 「I Love Youは雲にのせて」（コーラスアレンジ）
  - 「CO CO RO」（コーラスアレンジ）
  - 「この秋‥ひとりじゃない」（編曲）
- 本田美奈子
  - 「讃美歌は歌えない」（編曲）
  - 「CHARLIE」（編曲）

### ま行
- 南野陽子
  - 「Sentimental Holy Night」（編曲）
- 宮里久美
  - 「アレルギー」（編曲）
  - 「WATER BLUE」（編曲）
  - 「RAINY BOY」（編曲）
  - 「INTO THE NIGHT」（編曲）
  - 「自分自身」（編曲）

### や行
- 薬師丸ひろ子
  - 「元気を出して」（編曲）
  - 「トライアングル」（編曲）
  - 「クリスマス・アベニュー」（編曲）
  - 「バンブー・ボート」（編曲）
  - 「空港日誌」（編曲）
  - 「未完成」（編曲）

### わ行
- 和田アキ子
  - 「やじろべえ」（編曲）

## サウンドプロデュース
- 中島みゆき
  - 『歌暦』

## ドラマ音楽
- 腐蝕の構造（1977年）

## 映画音楽
- ファースト・ミッション（1985年）

## アニメ音楽
- 湘南爆走族9 俺とお前のGOOD LUCK!（1993年）